# Neugebauer
A Neugebauer Alimentos SA egy brazil élelmiszeripari cég, amelynek központja Arroio do Meio településen található, Rio Grande do Sul államban.

## Története
A Neugebauer Brazília legrégebbi csokoládégyára, amelyet Franz, Ernest és Max Neugebauer német bevándorló testvérek, valamint Fritz Gerhardt alapítottak 1891 szeptemberében.
Amikor a német cukrásztechnikus, Franz Neugebauer 1887-ben Porto Alegrébe érkezett, beszélt a városi hatóságokkal, és támogatásukkal élelmiszeripari termékek gyártására vonatkozó terveket dolgozott ki. Miután biztosította a helyszínt, egy épületet, amely korábban iskola volt, Franz Neugebauer írt németországi rokonainak, és megkérte testvérét, Ernestet, hogy szakosodjon az édesség- és csokoládéüzletre, másik testvérét pedig, Maxet, hogy jöjjön Brazíliába azzal a céllal, hogy beindítsa az ipart.
Így Franz és Max Neugebauer barátjukkal, Fritz Gerhardttal 1891. szeptember 17-én megalapították a Neugebauer Irmãos & Gerhardt céget. A tevékenység kezdetben akadályokba ütközött, de sikerült bővíteni a termelést, különösen Ernest Brazíliába érkezése után, új technikák bevezetésével és a társaság tőkeemelésével. 1896-ban az elért nagy sikerrel a gyár kibővült, nagyjából ezzel egy időben Fritz Gerhardt távozásával a cég neve Neugebauer & Irmãosra változott.
A 20. század elején az üzlet teljes sikerével a gyár további növekedésére volt szükség. 1903-ban újabb telket szereztek, és elkezdték építeni a kétszintes épületet, amely sokáig a legnagyobb volt Navegantes negyedben. Az új létesítményekben megnyitották az első termékboltot is.
1913-ra a Neugebauert 10 részre osztották, a gyárat két gőzgép szolgálta ki, amelyek 30 gépet és 10 kazánt hajtottak meg az édességek gyártásához. Az édességet fehér bádogdobozokba csomagolták, a fadobozok is gyárilag készültek. Körülbelül 2000-féle drazsét, karamellát, cukorkát, finom bonbont, csokoládét és kekszet készítettek. Abban az időben Neugebauert díjakkal, arany- és ezüstéremmel jutalmazták a Rio Grande do Sul-i kiállításokon, a milánói kiállításokon és a Rio de Janeiro-i kiállításon.
A Neugebauer család 1982-ig tartotta fenn az irányítást a cég felett, amikor is eladták a Grupo Feníciának. 1998-ban tovább értékesítették a Parmalatnak, amely 2002 szeptemberéig volt tulajdonosa. Majd ismét eladták, ezúttal a Lajeadóból származó Florestal Alimentosnak, amely olyan országokba exportálta termékeit, mint például Dél-Afrika, Mexikó, Kolumbia, Costa Rica, Omán, Jamaica, Ghána, Panama, Dominikai Köztársaság, Ecuador, Izrael, Fidzsi-szigetek és Új-Zéland.
2010. január 5-én a Vonpar Group, Rio Grande do Sul és Santa Catarina államok legnagyobb Coca-Cola-palackozója, megvásárolta a Neugebauert, így létrehozta a Vonpar Alimentos S/A-t, és a vállalatokat magába foglaló élelmiszeripari részleggé alakította.
2013-ban Neugebauer új gyárat nyitott Arroio do Meio településen, egyesítve a csokoládé, cukorka és dulce de leche gyártását. Hatékony gyártási és csomagolási technológiákat szereztek be. 2019-ben megkapta az Élelmiszerbiztonsági Rendszer Tanúsítványt.

## Termékválaszték
Termékei között megtalálható az Amor Carioca bonbon, a Bib's cukrászda, a Refeição tabletták (az 1920-as években dobták piacra) és a Stikadinho, a Neugebauer Preto e Branco és a Napolitano bár, a Mu-Mu dulce de leche.